# Казахська напівпустеля
Казахська напівпустеля — це екорегіон у біомі пустель і склерофітних чагарників, розташований у Казахстані. Клімат напівпосушливий і континентальний, із загальною річною кількістю опадів 160 мм, середні температури січня в середньому становлять −15 °C (5 °F), липня — 23 °C (73 °F). Ця перехідна територія між степами та пустелями Центральної Азії підтримує флору, що трапляється в обох біомах, переважно трави, зокрема ковилу (Stipa), та чагарники, такі як полин (Artemisia). У цьому екорегіоні трапляється багато ссавців і птахів, але середовище існування перебуває під загрозою надмірного випасу худоби та фрагментації оселищ через вторгнення людини. Однак нещодавнє скорочення поголів'я худоби в Казахстані дає місцевим рослинам більше можливостей для відновлення.

## Оформлення
Казахська напівпустеля — це екотон між казахським степом на півночі та Північно-Центральноазійською пустелею на півдні, що проходить смугою через центральний Казахстан. Клімат тут напівпосушливий і різко континентальний. Річна кількість опадів коливається між 160 і 240 мм. Середня температура січня коливається між −13 °C (9 °F) і −16 °C (3 °F), тоді як липень — між 21 °C (70 °F) і 24 °C (75 °F). Середні річні температури близько 10 °C (50 °F). Рельєф регіону складається з великих пласких рівнин і солончаків, помережаних розчленованими плато (відомими як дрібносопковики).

## Флора
Як перехідний між степами та пустелями Центральної Азії, цей екорегіон підтримує флору обох біомів. Трави, більш домінуючі на півночі, представлені різними видами ковили (Stipa lessingiana, S. sareptana, S. kirghisorum, ендемічної S. richterana) і костриці або типчака (Festuca valesiaca). Південніше домінують чагарники, переважно різні види полину (Artemisia lercheana, A. lessingiana, A. gracilescens, A. sublessingiana та A. terrae albae semiarida). Рослинність на солоначках представлена Artemisia pauciflora, A. schrenkiana, A. nitrosa, Atriplex cana, Anabasis salsa та Camphorosma monspeliaca.

## Фауна
Ссавці регіону представлені сайгаком (Saiga tatarica), що знаходиться на межі зникнення, карагандинським архаром (Ovis ammon collium), джейраном (Gazella subgutterosa), манулом (Otocolobus manul), вовком (Canis lupus), європейським борсуком (Meles meles) та звичайною перегузнею (Vormela peregusna). Кінь Пржевальського (Equus ferus przewalskii) є рідним для екорегіону, але його не бачили в ньому з 1968 року.
До птахів регіону належать журавель сірий (Grus grus), журавель степовий (Anthropoides virgo), вівсянка рудоголова (Emberiza bruniceps), жайворонки (Alaudidae), кам'янки (Oenanthe), щеврики (Anthus spp.), рябок чорночеревий (Pterocles orientalis), саджа звичайна (Syrrhaptes paradoxus), орел степовий (Aquila rapax), беркут (Aquila chrysaetos), сапсан (Falco peregrinus) та балабан (Falco cherrug).

## Природоохоронний статус і загрози
Сільське господарство, надмірне випасання худоби та фрагментація середовища існування внаслідок втручання людини є головними загрозами для цілісності цього екорегіону, а його природоохоронний статус зазначено як «критичний/під загрозою зникнення». Однак нещодавнє різке скорочення поголів'я худоби в Казахстані призвело до того, що великі території мають більше шансів на відновлення. Жодна територія в цьому екорегіоні не є суворо охоронюваною, а деякі притулки не належним чином зберігають місцеві екосистеми.